# Pomnik Lenina i Stalina w Ołomuńcu
Pomnik Lenina i Stalina w Ołomuńcu – pomnik zbudowany na cześć sowieckich przywódców Włodzimierza Lenina i Józefa Stalina, w czasach największego rozwoju tzw. kultu jednostki, w latach 50. XX wieku. Ukończony został w 1955, zburzony w 1990.

## Charakterystyka i twórcy budowli
Pomnik wzniesiono w latach 1949–1955 na ówczesnym náměstí VŘSR (dzis. Palachovo náměstí), w miejscu, w którym do 1939 znajdowała się synagoga. Autorami pomnika byli dwaj rzeźbiarze ołomunieccy Rudolf Doležal i Vojtěch Hořínek, autorem podstawy pod monument był architekt František Novák.
Zbudowany z piaskowca pomnik miał blisko 8 metrów wysokości i przedstawiał Stalina, trzymającego w ręku zwitek papieru oraz towarzyszącego mu Lenina. Trzecią postacią na pomniku był robotnik trzymający flagę.  Na pomniku znajdował się napis: S.K.NEUMANN – VÁM PODĚKOVÁNÍ A LÁSKU VÁM – DNE 7. LISTOPADU 1955 V DESÁTÉM ROCE OSVOBOZENÍ ČESKOSLOVENSKA SOVĚTSKOU ARMÁDOU – LID OLOMOUCKÉHO KRAJE („S.K.Neumann – z podziękowaniami i miłością do Ciebie – 7 listopada 1955 roku w dziesiątą rocznicę wyzwolenia Czechosłowacji przez Armię Radziecką – mieszkańcy Ołomuńca”). Przed pomnikiem umieszczono dwie kamienne misy, ozdobione reliefami. Początkowo miały służyć jako pochodnie, ale z czasem przekształcono je w klomby. Wokół pomnika odbywały się defilady wojskowe i obchody 1 maja.

## Dalsze losy pomnika
W przeciwieństwie do innych pomników Stalina nie został zlikwidowany aż do roku 1989, głównie z powodu uwiecznionego z nim razem Lenina. Wiosną 1989 pomnik został oblany czerwoną farbą, ale udało się go oczyścić. W zimie 1989 wokół pomnika doszło do serii hapenningów studentów ołomunieckch. W trakcie jednego z nich ręce Stalina pomalowano na czerwono. Po jednym z happeningów przy pomniku umieszczono balon, który unosił transparent z napisem Odlećcie do ciepłych krajów (Odleťte do teplých krajin).
W styczniu 1990 pomnik zdemontowano, a w jego miejscu powstał parking. Rozebrany na części pomnik umieszczono w Muzeum Sztuki, znajdującym się w centrum Ołomuńca.

## Pomnik Lenina i Stalina dziś
W styczniu 2007 władze Ołomuńca podpisały umowę z Muzeum Sztuki przekazując mu pozostałości pomnika w formie darowizny. Części pomnika mają się znaleźć w stałej ekspozycji Muzeum. Cokół uległ zniszczeniu w trakcie demontażu pomnika w 1990.